# Frank Baylis
Pour les articles homonymes, voir Baylis.
Frank Baylis, né le 15 novembre 1962 à Montréal, est un ingénieur, homme d'affaires et homme politique canadien. Il est, d'octobre 2015 à octobre 2019, député libéral de la circonscription de Pierrefonds—Dollard à la Chambre des communes du Canada.

## Biographie
Frank Baylis est né le 15 novembre 1962 à Montréal, d'un père anglais et d'une mère barbadienne. Il obtient un baccalauréat en génie électrique de l'Université de Waterloo en 1986. En 1989, il s'est joint à la compagnie Baylis Medical, fondée par sa mère Gloria Baylis trois ans plus tôt, et en est aujourd'hui le président. Cette compagnie se spécialise dans l'équipement médical de haute technologie et Frank Baylis détient plusieurs brevets dans ce domaine.
Il fonde également une société de production cinématographique, Walk of Fame Entertainment, et écrit des scénarios.

### Carrière politique
Frank Baylis est membre du Parti libéral du Canada depuis au moins 1984. Il débute chez les Jeunes libéraux, puis exerce diverses fonctions dans le parti, dont responsable du financement au Québec et président de son comité des finances. Il participe à la campagne de Stéphane Dion pour devenir chef du Parti libéral du Canada en 2006.
Le 25 novembre 2014, Baylis est choisi candidat du Parti libéral du Canada dans la circonscription de Pierrefonds—Dollard en vue des élections générales suivantes. Le 19 octobre 2015, il est facilement élu, avec 59 % des voix.
En juin 2019, il annonce qu'il ne sollicitera pas un deuxième mandat.
En janvier 2025, il déclare sa candidature à l'élection du chef du Parti libéral du Canada après la démission de Justin Trudeau. Il termine en dernière position parmi les quatre candidats, en remportant 3 % des suffrages.

## Prix et reconnaissances
- 2011 - prix de l’Entrepreneur de l’année, région du Québec, secteur des sciences de la santé, décerné par Ernst and Young[11].
- 2014 - Médaille de réussite d'une équipe d'anciens (Team alumni achievement medal), de la faculté de Génie de l'Université de Waterloo (avec Krishan Shah)[2].